# Gavin Fleming
Pour les articles homonymes, voir Fleming.
Gavin Fleming (5 juin 1826-17 mai 1890) est un homme politique canadien de l'Ontario. Il est député fédéral libéral de la circonscription ontarienne de Brant-Nord de 1872 à 1882.

## Biographie
Ne à Falkirk dans le Stirlingshire en Écosse, Fleming étudie sur place. Il immigre dans le Canada-Ouest en 1849 alors que ses parents étaient déjà établis dès 1831. Il devient marchand à Glenmorris jusqu'à sa retraite en 1871 et sert ensuite comme trésorier du South Dumfries Township. Il est nommé juge de paix en 1863.
Élu en 1872 et réélu en 1874 et 1878, il ne se représente pas en 1882.